# (19500) Hillaryfultz
(19500) Hillaryfultz (1998 KF49) – planetoida z pasa głównego asteroid okrążająca Słońce w ciągu 4,47 lat w średniej odległości 2,71 j.a. Odkryta 23 maja 1998 roku.